# Bowdoin (MBTA-Station)
Bowdoin (gesprochen „Bo-din“) ist eine U-Bahn-Station der Massachusetts Bay Transportation Authority (MBTA) im Bostoner Stadtteil Beacon Hill im Bundesstaat Massachusetts der Vereinigten Staaten. Sie ist südlicher Endbahnhof der Linie Blue Line. Sollte die benachbarte Station Government Center neu gebaut oder die Linie nach Süden erweitert werden, wird allerdings beabsichtigt, Bowdoin zu schließen.

## Geschichte
Die Station wurde am 18. März 1916 als Endbahnhof des East Boston Tunnel eröffnet und 1925 für die Nutzung durch U-Bahnen umgebaut. Aufgrund der engen Platzverhältnisse und der ebenso eng bemessenen Wendeschleife, die noch aus der Zeit der Straßenbahnen stammt, sind die Wagen der Blue Line mit einer Länge von 48 ft (14,6 m) im Vergleich zu 65 ft (19,8 m) (Orange Line) bzw. 69 ft (21 m) (Red Line) relativ kurz.

## Aktuelle Situation
Das Passagieraufkommen an der Station ist vor allem aufgrund der mit etwas mehr als 980 ft (298,7 m) nur sehr geringen Entfernung zur Station Government Center relativ niedrig, weshalb Bowdoin nur an Werktagen und dann auch nur tagsüber geöffnet ist – außerhalb dieser Zeiten dient die benachbarte Station als Endbahnhof. Daher ist vorgesehen, Bowdoin nach Abschluss der Renovierungsarbeiten in der Station Government Center zu schließen und lediglich als Wendeschleife weiter zu betreiben. Eine vollständige Schließung ist für den Fall geplant, dass die Blue Line südlich bis zur Station Charles/MGH erweitert wird.

## Bahnanlagen

### Gleis-, Signal- und Sicherungsanlagen
Der U-Bahnhof verfügt über insgesamt zwei Gleise, die über einen Mittelbahnsteig zugänglich sind.

### Gebäude
Der U-Bahnhof befindet sich an der Adresse Cambridge Street at New Chardon Street and Bowdoin Street und ist nicht barrierefrei zugänglich. 

## Umfeld
An der Station bestehen keine weiteren Anschlussverbindungen. 